# Montegrazie
Montegrazie è una frazione del comune di Imperia, in provincia di Imperia.

## Geografia fisica
Si trova in mezzo alle colline dell'entroterra del comune di Imperia, alle spalle di Porto Maurizio.

## Monumenti e luoghi d'interesse

### Architetture religiose
- Santuario di Nostra Signora delle Grazie, in stile tardo romanico. Fu edificato, secondo la tradizione, in seguito a un'apparizione miracolosa della Madonna col Bambino
- Chiesa della Santissima Annunziata, in stile barocco.

## Economia
L'economia del borgo è principalmente di natura agricola, soprattutto nella coltivazione dell'Oliva taggiasca.

## Infrastrutture e trasporti

### Strade
La frazione di Montegrazie è collegata ad Imperia per mezzo di una strada comunale.

### Ferrovie
La stazione ferroviaria più vicina è quella di Imperia sulla linea ferroviaria Ventimiglia – Genova nel tratto locale compreso tra Ventimiglia e Savona.